# Ducetia punctipennis
Ducetia punctipennis är en insektsart som först beskrevs av Carl Eduard Adolph Gerstäcker 1869. 
Ducetia punctipennis ingår i släktet Ducetia och familjen vårtbitare. Inga underarter finns listade i Catalogue of Life.